# Řády, vyznamenání a medaile Bulharska
Řády, vyznamenání a medaile Bulharska jsou v Bulharské republice regulovány Zákonem o řádech a medailích Bulharské republiky ze dne 23. května 2003. Bulharské Národní muzeum vojenské historie v Sofii má ve svých sbírkách více než 150 bulharských vyznamenání, která posbíralo za více než 85 let spolupráce s Bulharskou státní mincovnou. Většina těchto vyznamenání pochází z dob bulharské monarchie, včetně řádů udělených carům Alexandrovi I., Ferdinandovi I. a Borisovi III.

## Bulharské knížectví a carství (29. dubna 1879 – 15. září 1946)
Vyznamenání Bulharského knížectví (29. dubna 1879 – 5. října 1908) a Bulharského carství (5. října 1908 – 15. září 1946) se dělila na řády, medaile a čestné odznaky. Řády byly udíleny civilistům i příslušníkům ozbrojených sil za obzvlášť vynikající zásluhy ve službě státu, například velení vojsku, které dosáhlo vítězství. Čestné odznaky byly udíleny za speciální zásluhy a úspěchy nebo při zvláštní příležitosti, například za zranění v boji. Medaile byly udíleny při politicky či historicky významné události či za zásluhy, například při příležitosti výročí získání nezávislosti. Většina carských pamětních medailí byla udílena pouze při jediné příležitosti těm, kteří se zúčastnili památeční události, a to pouze osobám s nejvyšším společenským postavením. Nikdo z těchto lidí však neobdržel všechny pamětní medaile, neboť z důvodu nestabilní politické situace se složení nejvyšší společnosti neustále měnilo.
První řád Bulharského knížectví, Řád za chrabrost, byl založen článkem 59 Trnovské ústavy, která vešla v platnost 1. ledna 1880. Samotný řádový odznak na své zadní straně nese datum 1879. Nejvyšším vyznamenáním v dobách Bulharského carství byl Řád svatých Cyrila a Metoděje udílený těm, kteří se významným způsobem přičinili o vlast.
| Řády    | Řády | Řády                                                   | Řády                  | Řády                | Řády           | Řády           |
| Stuha   | Foto | Název                                                  | Třídy                 | Datum založení      | Datum zániku   | Celkem uděleno |
| ------- | ---- | ------------------------------------------------------ | --------------------- | ------------------- | -------------- | -------------- |
|         |      | Řád za chrabrost                                       | velkokříž             | 1. ledna 1880       | 15. září 1946  | 3              |
|         |      | Řád za chrabrost                                       | I. třída I. stupně    | 1. ledna 1880       | 15. září 1946  |                |
|         |      | Řád za chrabrost                                       | I. třída II. stupně   | 1886                | 15. září 1946  |                |
|         |      | Řád za chrabrost                                       | II. třída             | 1. ledna 1880       | 15. září 1946  |                |
|         |      | Řád za chrabrost                                       | III. třída I. stupně  | 1. ledna 1880       | 15. září 1946  |                |
|         |      | Řád za chrabrost                                       | III. třída II. stupně | 1915                | 15. září 1946  |                |
|         |      | Řád za chrabrost                                       | IV. třída I. stupeň   | 1. ledna 1880       | 15. září 1946  |                |
|         |      | Řád za chrabrost                                       | IV. třída II. stupeň  | 1915                | 15. září 1946  |                |
|         |      |                                                        | I. třída              | 1. ledna 1880       | 15. září 1946  |                |
|         |      |                                                        | II. třída             | 1. ledna 1880       | 15. září 1946  |                |
|         |      |                                                        | III. třída            | 1. ledna 1880       | 15. září 1946  |                |
|         |      |                                                        | IV. třída             | 1. ledna 1880       | 15. září 1946  |                |
|         |      | Řád svatého Alexandra                                  | velkokříž             | 25. prosince 1881   | 15. září 1946  |                |
|         |      | Řád svatého Alexandra                                  | kříž I. třídy         | 25. prosince 1881   | 15. září 1946  |                |
|         |      | Řád svatého Alexandra                                  | velkodůstojník        | 25. prosince 1881   | 15. září 1946  |                |
|         |      | Řád svatého Alexandra                                  | komtur                | 25. prosince 1881   | 15. září 1946  |                |
|         |      | Řád svatého Alexandra                                  | důstojník             | 25. prosince 1881   | 15. září 1946  |                |
|         |      | Řád svatého Alexandra                                  | rytíř                 | 25. prosince 1881   | 15. září 1946  |                |
|         |      | Řád svatého Alexandra                                  | stříbrný kříž         | 25. prosince 1881   | 15. září 1946  |                |
|         |      | Řád za zásluhy                                         |                       | 24. března 1883     | 15. září 1946  |                |
|         |      | Královský řád za občanské zásluhy                      | velkokříž             | srpen 1891          | 15. září 1946  |                |
|         |      | Královský řád za občanské zásluhy                      | velkodůstojník        | srpen 1891          | 15. září 1946  |                |
|         |      | Královský řád za občanské zásluhy                      | komtur                | srpen 1891          | 15. září 1946  |                |
|         |      | Královský řád za občanské zásluhy                      | důstojník             | srpen 1891          | 15. září 1946  |                |
|         |      | Královský řád za občanské zásluhy                      | rytíř                 | srpen 1891          | 15. září 1946  |                |
|         |      | Královský řád za občanské zásluhy                      | záslužný kříž         | srpen 1891          | 15. září 1946  |                |
|         |      | Královský řád za vojenské zásluhy                      | velkokříž             | 1933                | 15. září 1946  |                |
|         |      | Královský řád za vojenské zásluhy                      | velkokomtur           | 18. května 1900     | 15. září 1946  |                |
|         |      | Královský řád za vojenské zásluhy                      | komtur                | 18. května 1900     | 15. září 1946  |                |
|         |      | Královský řád za vojenské zásluhy                      | důstojník             | 18. května 1900     | 15. září 1946  |                |
|         |      | Královský řád za vojenské zásluhy                      | rytíř                 | 18. května 1900     | 15. září 1946  |                |
|         |      | Královský řád za vojenské zásluhy                      | stříbrný kříž         | 18. května 1900     | 15. září 1946  |                |
|         |      | Královský řád svatých Cyrila a Metoděje                |                       | 18. května 1909     | 15. září 1946  |                |
| Medaile |      |                                                        |                       |                     |                |                |
| Stuha   | Foto | Název                                                  | Třídy                 | Datum založení      | Datum zániku   | Celkem uděleno |
|         |      | Korunovační medaile cara Alexandra I. Bulharského      |                       | c. 8. července 1879 |                |                |
|         |      | Pamětní medaile Za osvobození Bulharska 1877–1878      |                       | 19. července 1880   |                |                |
|         |      | Zlatá medaile Za zásluhy s korunou a diamanty          |                       | 1886                |                |                |
|         |      | Medaile Za zásluhy s korunou                           |                       | 25. prosince 1881   | 15. září 1946  |                |
|         |      | Zlatá Medaile Za zásluhy                               |                       | 25. prosince 1881   | 15. září 1946  |                |
|         |      | Stříbrná Medaile Za zásluhy s korunou                  |                       | 25. prosince 1881   | 15. září 1946  |                |
|         |      | Stříbrná Medaile Za zásluhy                            |                       | 25. prosince 1881   | 15. září 1946  |                |
|         |      | Bronzová Medaile Za zásluhy s korunou                  |                       | 25. prosince 1881   | 15. září 1946  |                |
|         |      | Bronzová Medaile Za zásluhy                            |                       | 25. prosince 1881   | 15. září 1946  |                |
|         |      | Pamětní medaile na srbsko-bulharskou válku 1885        | stříbrná třída        | 19. února 1886      | 7. září 186    |                |
|         |      | Pamětní medaile na srbsko-bulharskou válku 1885        | zlatá třída           | 19. února 1886      | 7. září 186    |                |
|         |      | Medaile za účast v srbsko-bulharské válce 1885         |                       | 14. listopadu 1886  | ?              |                |
|         |      | Medaile za účast v srbsko-bulharské válce 1885         |                       | 14. listopadu 1886  | ?              |                |
|         |      | Medaile nástupu na trůn cara Ferdinand I.              | I. třída              | 7. července 1887    | ?              |                |
|         |      | Medaile nástupu na trůn cara Ferdinand I.              | II. třída             | 7. července 1887    | ?              |                |
|         |      | Medaile nástupu na trůn cara Ferdinand I.              | III. třída            | 7. července 1887    | ?              |                |
|         |      | Medaile nástupu na trůn cara Ferdinand I.              | IV. třída             | 7. července 1887    | ?              |                |
|         |      | Medaile nástupu na trůn cara Ferdinand I.              | V. třída              | 7. července 1887    | ?              |                |
|         |      | Medaile Za dokončení železnice Jambol-Burgas           | zlatá třída           | 4. května 1890      | 4. května 1890 |                |
|         |      | Medaile Za dokončení železnice Jambol-Burgas           | stříbrná třída        | 4. května 1890      | 4. května 1890 |                |
|         |      | Medaile Za dokončení železnice Jambol-Burgas           | bronzová třída        | 4. května 1890      | 4. května 1890 |                |
|         |      | Medaile Za dlouhou službu v bulharské armádě           | 10 let                | 1889                | 15. září 1946  |                |
|         |      | Medaile Za dlouhou službu v bulharské armádě           | 20 let                | 1889                | 15. září 1946  |                |
|         |      | Pamětní medaile na svatbu Ferdinanda I. a Marie-Louisy | zlatá třída           | 20. dubna 1893      | 20. dubna 1893 |                |
|         |      | Pamětní medaile na svatbu Ferdinanda I. a Marie-Louisy | stříbrná třída        | 20. dubna 1893      | 20. dubna 1893 |                |
|         |      | Pamětní medaile na svatbu Ferdinanda I. a Marie-Louisy | bronzová třída        | 20. dubna 1893      | 20. dubna 1893 |                |
|         |      | Medaile 25. výročí dubnového povstání 1876             |                       | 1901                |                |                |
|         |      | Medaile Za záchranu života                             | I. třída              | 28. října 1908      | 15. září 1946  |                |
|         |      | Medaile Za záchranu života                             | II. třída             | 28. října 1908      | 15. září 1946  |                |
|         |      | Medaile Za záchranu života                             | III. třída            | 28. října 1908      | 15. září 1946  |                |
|         |      | Pamětní kříž vyhlášení nezávislosti Bulharska 1908     |                       | 1909                | 1909           |                |
|         |      | Záslužná medaile Bulharského Červeného kříže           | zlatá třída           | 1939                | 15. září 1946  |                |
|         |      | Záslužná medaile Bulharského Červeného kříže           | stříbrná třída        | 15. února 1918      | 15. září 1946  |                |
|         |      | Záslužná medaile Bulharského Červeného kříže           | bronzová třída        | 15. února 1918      | 15. září 1946  |                |
|         |      | Pamětní medaile na válku 1912–1913                     |                       | 9. prosince 1933    |                |                |
|         |      | Pamětní medaile na válku 1915–1918                     |                       | 9. prosince 1933    |                |                |

## Bulharská lidová republika (16. září 1946 – 10. listopadu 1989)
Po odchodu cara Simeona II. do exilu byly všechny monarchistické řády zrušeny a zakázány s výjimkou těch, které byly založeny po prosovětském puči z 9. září 1944. Zakázáno bylo i jejich nošení. Několik aspektů z předešlého systému však bylo i nadále zachováno. Až do 13. prosince 1950 bylo několik řádů udíleno ve dvou odlišných verzích v závislosti na pohlaví vyznamenávané osoby. Do stejného data byly řády udílené mužům zavěšeny na stuhy ve tvaru trojúhelníku, které bylo typické pro předchozí režim a některá vyznamenání, například Medaile Za účast na protifašistickém boji, si tento typ stuhy zachovala až do svého zrušení po pádu komunistického režimu. Byly také založeny dva řády, které nesly název carských řádů. Jmenovitě šlo o Řád Cyrila a Metoděje (dříve Řád svatých Cyrila a Metoděje) a Řád za chrabrost.
| Čestné tituly | Čestné tituly | Čestné tituly                                                                             | Čestné tituly         | Čestné tituly      | Čestné tituly     | Čestné tituly  | Čestné tituly                                  |  |
| Stuha         | Foto          | Název                                                                                     | Třídy                 | Datum založení     | Datum zániku      | Celkem uděleno | Poznámka                                       |  |
| ------------- | ------------- | ----------------------------------------------------------------------------------------- | --------------------- | ------------------ | ----------------- | -------------- | ---------------------------------------------- |  |
|               |               | Hrdina Bulharské lidové republiky                                                         |                       | 15. června 1948    | 1990              | 58             | založeno výnosem Národního shromáždění č. 960  |  |
|               |               | Hrdina socialistické práce                                                                |                       | 15. června 1948    | 1990              | c. 1700        | založeno výnosem Národního shromáždění č. 960  |  |
|               |               | Čestný titul Národní                                                                      |                       | 15. června 1948    | 30. prosince 1987 | 705            | založeno výnosem Národního shromáždění č. 960  |  |
|               |               | Čestný titul Zasloužilý                                                                   |                       | 15. června 1948    | 30. prosince 1987 | 4753           | založeno výnosem Národního shromáždění č. 960  |  |
|               |               | Laureát Dimitrovovy ceny                                                                  | I. třída              | 23. května 1949    | 1991              | 1288           | založeno výnosem Národního shromáždění č. 9614 |  |
|               |               | Laureát Dimitrovovy ceny                                                                  | II. třída             | 23. května 1949    | 1959              | 1288           | založeno výnosem Národního shromáždění č. 9614 |  |
|               |               | Laureát Dimitrovovy ceny                                                                  | III. třída            | 23. května 1949    | 1959              | 1288           | založeno výnosem Národního shromáždění č. 9614 |  |
|               |               | Matka hrdinka                                                                             |                       | 13. prosince 1950  | 21. března 1991   | 1116           | založeno výnosem Národního shromáždění č. 272  |  |
|               |               | Laureát Mezinárodní Botevovy ceny                                                         |                       | 24. července 1972  |                   | 12             | založeno výnosem Národního shromáždění č. 1695 |  |
|               |               | Laureát Mezinárodní ceny bratrů Cyrila a Metoděje                                         |                       | 29. dubna 1979     |                   | 9              | založeno výnosem Národního shromáždění č. 648  |  |
|               |               | Čestný titul Letec kosmonaut                                                              |                       | 18. ledna 1979     |                   | 2              | založeno výnosem Národního shromáždění č. 262  |  |
|               |               | Čestný titul Zasloužilý letec                                                             |                       | 18. ledna 1979     | listopad 1987     | 28             | založeno výnosem Národního shromáždění č. 2    |  |
| Čestné tituly |               |                                                                                           |                       |                    |                   |                |                                                |  |
| Stuha         | Foto          | Název                                                                                     | Třídy                 | Datum založení     | Datum zániku      | Celkem uděleno | Poznámka                                       |  |
|               |               | Národní řád práce                                                                         | I. třída (zlatá)      | 21. června 1945    | 5. dubna 1991     |                |                                                |  |
|               |               | Národní řád práce                                                                         | II. třída (stříbrná)  | 21. června 1945    | 5. dubna 1991     |                |                                                |  |
|               |               | Národní řád práce                                                                         | III. třída (bronzová) | 21. června 1945    | 5. dubna 1991     |                |                                                |  |
|               |               | Řád 9. září 1944                                                                          | I. třída              | 9. září 1945       | 5. dubna 1991     | 71 007         |                                                |  |
|               |               | Řád 9. září 1944                                                                          | II. třída             | 9. září 1945       | 5. dubna 1991     | 71 007         |                                                |  |
|               |               | Řád 9. září 1944                                                                          | III. třída            | 9. září 1945       | 5. dubna 1991     | 71 007         |                                                |  |
|               |               | Řád národní svobody 1941–1944                                                             | I. třída              | 9. září 1945       | 5. dubna 1991     | 68 265         |                                                |  |
|               |               | Řád národní svobody 1941–1944                                                             | II. třída             | 9. září 1945       | 5. dubna 1991     | 68 265         |                                                |  |
|               |               | Řád Bulharské lidové republiky                                                            | I. třída              | 18. června 1947    | 5. dubna 1991     | 19 117         |                                                |  |
|               |               | Řád Bulharské lidové republiky                                                            | II. třída             | 18. června 1947    | 5. dubna 1991     | 19 117         |                                                |  |
|               |               | Řád Bulharské lidové republiky                                                            | III. třída            | 18. června 1947    | 5. dubna 1991     | 19 117         |                                                |  |
|               |               | Řád Bulharské lidové republiky                                                            | IV. třída             | 18. června 1947    | 13. prosince 1950 | 19 117         |                                                |  |
|               |               | Řád Bulharské lidové republiky                                                            | V. třída              | 18. června 1947    | 13. prosince 1950 | 19 117         |                                                |  |
|               |               | Řád za chrabrost                                                                          | I. třída              | 15. června 1948    | 5. dubna 1991     | 0              | založeno výnosem Národního shromáždění č. 960  |  |
|               |               | Řád za chrabrost                                                                          | II. třída             | 15. června 1948    | 5. dubna 1991     | 0              | založeno výnosem Národního shromáždění č. 960  |  |
|               |               | Řád za chrabrost                                                                          | III. třída            | 15. června 1948    | 5. dubna 1991     | 40             | založeno výnosem Národního shromáždění č. 960  |  |
|               |               | Řád Georgiho Dimitrova                                                                    |                       | 17. června 1950    | 5. dubna 1991     |                | založeno výnosem Národního shromáždění č. 286  |  |
|               |               | Řád rudého praporu                                                                        |                       | 13. prosince 1950  | 5. dubna 1991     |                | založeno výnosem Národního shromáždění č. 649  |  |
|               |               | Řád rudého praporu práce                                                                  |                       | 13. prosince 1950  | 5. dubna 1991     |                | založeno výnosem Národního shromáždění č. 649  |  |
|               |               | Řád Cyrila a Metoděje                                                                     | I. třída              | 13. prosince 1950  | 5. dubna 1991     | 48 200         | založeno výnosem Národního shromáždění č. 649  |  |
|               |               | Řád Cyrila a Metoděje                                                                     | II. třída             | 13. prosince 1950  | 5. dubna 1991     | 48 200         | založeno výnosem Národního shromáždění č. 649  |  |
|               |               | Řád Cyrila a Metoděje                                                                     | III. třída            | 13. prosince 1950  | 5. dubna 1991     | 48 200         | založeno výnosem Národního shromáždění č. 649  |  |
|               |               | Řád mateřská sláva                                                                        | I. třída              | 13. prosince 1950  | 5. dubna 1991     |                |                                                |  |
|               |               | Řád mateřská sláva                                                                        | II. třída             | 13. prosince 1950  | 5. dubna 1991     |                |                                                |  |
|               |               | Řád mateřská sláva                                                                        | III. třída            | 13. prosince 1950  | 5. dubna 1991     |                |                                                |  |
|               |               | Řád růže                                                                                  | I. třída              | 4. srpna 1966      | 9. června 2003    |                | založeno výnosem Národního shromáždění č. 606  |  |
|               |               | Řád růže                                                                                  | II. třída             | 4. srpna 1966      | 9. června 2003    |                | založeno výnosem Národního shromáždění č. 606  |  |
|               |               | Řád Stará planina                                                                         | velkokříž             | 4. srpna 1966      |                   |                | založeno výnosem Národního shromáždění č. 606  |  |
|               |               | Řád Stará planina                                                                         | I. třída              | 4. srpna 1966      |                   |                | založeno výnosem Národního shromáždění č. 606  |  |
|               |               | Řád Stará planina                                                                         | II. třída             | 4. srpna 1966      |                   |                | založeno výnosem Národního shromáždění č. 606  |  |
|               |               | Řád za občanskou statečnost a zásluhy                                                     | I. třída              | 4. srpna 1966      | 5. dubna 1991     | 2 539          | založeno výnosem Národního shromáždění č. 606  |  |
|               |               | Řád za občanskou statečnost a zásluhy                                                     | II. třída             | 4. srpna 1966      | 5. dubna 1991     | 2 539          | založeno výnosem Národního shromáždění č. 606  |  |
|               |               | Řád za občanskou statečnost a zásluhy                                                     | III. třída            | 4. srpna 1966      | 5. dubna 1991     | 2 539          | založeno výnosem Národního shromáždění č. 606  |  |
|               |               | Řád za vojenskou statečnost a zásluhy                                                     | I. třída              | 28. května 1974    | 5. dubna 1991     | 8 746          | založeno výnosem Národního shromáždění č. 1094 |  |
|               |               | Řád za vojenskou statečnost a zásluhy                                                     | II. třída             | 28. května 1974    | 5. dubna 1991     | 8 746          | založeno výnosem Národního shromáždění č. 1094 |  |
|               |               | Řád pracovní slávy                                                                        | I. třída              | 28. května 1974    | 5. dubna 1991     | 6 555          | založeno výnosem Národního shromáždění č. 1094 |  |
|               |               | Řád pracovní slávy                                                                        | II. třída             | 28. května 1974    | 5. dubna 1991     | 6 555          | založeno výnosem Národního shromáždění č. 1094 |  |
|               |               | Řád pracovní slávy                                                                        | III. třída            | 28. května 1974    | 5. dubna 1991     | 6 555          | založeno výnosem Národního shromáždění č. 1094 |  |
|               |               | Řád třinácti století Bulharska                                                            |                       | 16. října 1981     | 5. dubna 1991     | 110            | založeno výnosem Národního shromáždění č. 2191 |  |
| Medaile       |               |                                                                                           |                       |                    |                   |                |                                                |  |
| Stuha         | Foto          | Název                                                                                     | Třídy                 | Datum založení     | Datum zániku      | Celkem uděleno | Poznámka                                       |  |
|               |               | Medaile vlastenecké války 1944–1945                                                       |                       | 9. září 1945       |                   |                |                                                |  |
|               |               | Pamětní medaile za účast v lidovém povstání z roku 1923                                   | bronzová třída        | 15. září 1948      | 31. prosince 1950 |                | založeno výnosem Národního shromáždění č. 960  |  |
|               |               | Pamětní medaile za účast v lidovém povstání z roku 1923                                   | stříbrná třída        | 15. září 1948      | 31. prosince 1950 |                | založeno výnosem Národního shromáždění č. 960  |  |
|               |               | Medaile Za účast na protifašistickém boji                                                 |                       | 15. června 1948    |                   |                |                                                |  |
|               |               | Medaile za bojové zásluhy                                                                 |                       | 13. prosince 1950  | 1991              |                |                                                |  |
|               |               | Medaile Za vynikající práci                                                               |                       | 13. prosince 1950  |                   |                | založeno výnosem Národního shromáždění č. 649  |  |
|               |               | Medaile Za mateřství                                                                      | I. třída              | 13. prosince 1950  |                   |                | založeno výnosem Národního shromáždění č. 649  |  |
|               |               | Medaile Za mateřství                                                                      | II. třída             | 13. prosince 1950  |                   |                | založeno výnosem Národního shromáždění č. 649  |  |
|               |               | Medaile Za dlouholetou službu v ozbrojených silách                                        | 20 let                | 18. července 1959  |                   |                |                                                |  |
|               |               | Medaile Za dlouholetou službu v ozbrojených silách                                        | 15 let                | 18. července 1959  |                   |                |                                                |  |
|               |               | Medaile Za dlouholetou službu v ozbrojených silách                                        | 10 let                | 18. července 1959  |                   |                |                                                |  |
|               |               | Medaile za věrnou a dlouholetou službu v orgánech Ministerstva vnitra                     | I. třída              | 27. srpna 1960     |                   |                | založeno výnosem Národního shromáždění č. 306  |  |
|               |               | Medaile za věrnou a dlouholetou službu v orgánech Ministerstva vnitra                     | II. třída             | 27. srpna 1960     |                   |                | založeno výnosem Národního shromáždění č. 306  |  |
|               |               | Medaile za věrnou a dlouholetou službu v orgánech Ministerstva vnitra                     | III. třída            | 27. srpna 1960     |                   |                | založeno výnosem Národního shromáždění č. 306  |  |
|               |               | Medaile za 10 let služby u požárního sboru Bulharské lidové republiky                     |                       | 27. srpna 1960     |                   |                |                                                |  |
|               |               | Medaile za 15 let služby u požárního sboru Bulharské lidové republiky                     |                       | 27. srpna 1960     |                   |                |                                                |  |
|               |               | Medaile za 20 let služby u požárního sboru Bulharské lidové republiky                     |                       | 27. srpna 1960     |                   |                |                                                |  |
|               |               | Medaile 20. výročí Bulharské lidové armády                                                |                       | 22. srpna 1964     |                   |                | založeno výnosem Národního shromáždění č. 433  |  |
|               |               | Medaile 20. výročí Ministerstva vnitra                                                    |                       | 22. srpna 1964     |                   |                |                                                |  |
|               |               | Medaile 20. výročí Státní rady Bulharské lidové republiky                                 |                       | 22. srpna 1964     |                   |                |                                                |  |
|               |               | Medaile za 10 let služby pro Státní radu Bulharské lidové republiky                       |                       | 1965               | 1969              |                |                                                |  |
|               |               | Medaile za 15 let služby pro Státní radu Bulharské lidové republiky                       |                       | 1965               | 1969              |                |                                                |  |
|               |               | Medaile za 20 let služby pro Státní radu Bulharské lidové republiky                       |                       | 1965               | 1969              |                |                                                |  |
|               |               | Medaile Za zásluhy o Bulharskou lidovou armádu                                            |                       | 23. prosince 1965  |                   |                | založeno výnosem Národního shromáždění č. 961  |  |
|               |               | Medaile 25. výročí Bulharské lidové armády                                                |                       | 11. července 1968  |                   |                | založeno výnosem Národního shromáždění č. 548  |  |
|               |               | Medaile 25. výročí Ministerstva vnitra                                                    |                       | 30. července 1968  |                   |                | založeno výnosem Národního shromáždění č. 566  |  |
|               |               | Medaile za zásluhy o bezpečnost a veřejný pořádek                                         |                       | 10. dubna 1969     |                   |                |                                                |  |
|               |               | Medaile Za 10 let služby u stavebního vojska                                              |                       | 5. června 1969     |                   |                |                                                |  |
|               |               | Medaile Za 15 let služby u stavebního vojska                                              |                       | 5. června 1969     |                   |                |                                                |  |
|               |               | Medaile Za 20 let služby u stavebního vojska                                              |                       | 5. června 1969     |                   |                |                                                |  |
|               |               | Pamětní medaile 25. výročí vlády lidu                                                     |                       | 10. července 1969  |                   |                |                                                |  |
|               |               | Medaile 25. výročí stavebních jednotek Bulharské lidové republiky                         |                       | 12. srpna 1969     |                   |                |                                                |  |
|               |               | Pamětní medaile 90. výročí narození Georgiho Dimitrova                                    |                       | 12. června 1972    |                   |                |                                                |  |
|               |               | Pamětní medaile za účast na lidovém povstání 1923                                         |                       | 10. srpna 1973     |                   |                |                                                |  |
|               |               | Medaile 30. výročí Bulharské lidové armády                                                |                       | 22. května 1974    |                   |                |                                                |  |
|               |               | Medaile 30. výročí Ministerstva vnitra                                                    |                       | 22. května 1974    |                   |                |                                                |  |
|               |               | 30. výročí stavebních jednotek Bulharské lidové republiky                                 |                       | 22. května 1974    |                   |                |                                                |  |
|               |               | Medaile Internacionálních brigád ve Španělsku 1936–1939                                   |                       | 22. května 1974    |                   |                |                                                |  |
|               |               | Medaile veterán práce                                                                     |                       | 22. května 1974    |                   |                |                                                |  |
|               |               | Medaile Klimenta Ohridského                                                               |                       | 22. května 1974    |                   |                |                                                |  |
|               |               | Medaile za výtečnou službu                                                                |                       | 22. května 1974    |                   |                |                                                |  |
|               |               | Medaile Za vynikající službu ve stavebních jednotkách Bulharské lidové republiky          |                       | 22. května 1974    |                   |                |                                                |  |
|               |               | Medaile Za vynikající službu v železničních jednotkách Bulharské lidové republiky         |                       | 22. května 1974    | 8. května 1978    |                |                                                |  |
|               |               | Medaile Za zásluhy stavebních jednotek Bulharské lidové republiky                         |                       | 22. května 1974    |                   |                |                                                |  |
|               |               | Medaile Za zásluhy železničních jednotek Bulharské lidové republiky                       |                       | 22. května 1974    | 8. května 1978    |                |                                                |  |
|               |               | Medaile 30. výročí socialistické revoluce v Bulharsku                                     |                       | 2. září 1974       |                   |                |                                                |  |
|               |               | Medaile Za upevňování přátelství ve zbrani                                                |                       | 4. března 1975     |                   |                |                                                |  |
|               |               | Medaile 30. výročí vítězství nad Německem                                                 |                       | 6. března 1975     |                   |                |                                                |  |
|               |               | Medaile 100. výročí dubnového povstání 1876                                               |                       | 17. ledna 1976     |                   |                |                                                |  |
|               |               | Medaile 25. výročí civilní obrany Bulharské lidové republiky                              |                       | 23. dubna 1976     |                   |                |                                                |  |
|               |               | Medaile Za zásluhy civilní obrany Bulharské lidové republiky                              | I. třída              | 23. dubna 1976     |                   |                |                                                |  |
|               |               | Medaile Za zásluhy civilní obrany Bulharské lidové republiky                              | II. třída             | 23. dubna 1976     |                   |                |                                                |  |
|               |               | Medaile Za zásluhy civilní obrany Bulharské lidové republiky                              | III. třída            | 23. dubna 1976     |                   |                |                                                |  |
|               |               | Medaile za zásluhy při ochraně státní hranice                                             |                       | 26. května 1976    |                   |                |                                                |  |
|               |               | Medaile 100 let Bulharského Červeného kříže                                               |                       | 16. listopadu 1977 |                   |                |                                                |  |
|               |               | Pamětní medaile za mír a přátelství mezi SSSR a Bulharskem                                |                       | 20. prosince 1977  |                   |                |                                                |  |
|               |               | Medaile přátelství a spolupráce s Bulharskou lidovou republikou                           |                       | 20. prosince 1977  |                   |                |                                                |  |
|               |               | Medaile 100. výročí osvobození Bulharska od osmanského područí                            |                       | 22. února 1978     |                   |                |                                                |  |
|               |               | Medaile Za vynikající službu v jednotkách ministerstva dopravy Bulharské lidové republiky |                       | 8. května 1978     |                   |                |                                                |  |
|               |               | Medaile Za zásluhy jednotek ministerstva dopravy Bulharské lidové republiky               |                       | 8. května 1978     |                   |                |                                                |  |
|               |               | Medaile 100. výročí bulharských komunikací                                                |                       | 8. května 1978     |                   |                |                                                |  |
|               |               | Medaile 100. výročí bulharské celnice                                                     |                       | 29. ledna 1979     |                   |                |                                                |  |
|               |               | Pamětní medaile 100 let Sofie hlavního města Bulharska                                    |                       | 2. dubna 1979      |                   |                |                                                |  |
|               |               | Medaile 100. výročí bulharského veřejného zdravotnictví                                   |                       | 22. května 1979    |                   |                |                                                |  |
|               |               | Medaile 100. výročí bulharské geologie                                                    |                       | 21. srpna 1980     |                   |                |                                                |  |
|               |               | Medaile 1300 let Bulharska                                                                |                       | 16. října 1981     |                   |                |                                                |  |
|               |               | Pamětní medaile 100. výročí narození Georgiho Dimitrova                                   |                       | 25. května 1982    |                   |                |                                                |  |
|               |               | Medaile 40. výročí socialistického Bulharska                                              |                       | 27. července 1984  |                   |                |                                                |  |
|               |               | Medaile 80. výročí revolučního odborového hnutí v Bulharsku                               |                       | 8. října 1984      |                   |                |                                                |  |
|               |               | Medaile 40. výročí nad hitlerovským fašismem                                              |                       | 31. ledna 1985     |                   |                |                                                |  |
|               |               | Medaile 100. výročí bulharské státní železnice                                            |                       | 1988               |                   |                |                                                |  |
|               |               | Medaile 45. výročí Ministerstva obrany Bulharské lidové republiky                         |                       | 1989               |                   |                |                                                |  |

## Bulharská republika

### 10. listopadu 1989 – 29. května 2003
Po pádu komunistického režimu v Bulharsku a zániku Bulharské lidové republiky byl zrušen i systém státních vyznamenání předešlého režimu. Oficiálně se tak stalo dne 5. dubna 1991. Zůstaly zachovány pouze řády udílené cizincům. Nošení již dříve udělených monarchistických či komunistických vyznamenání nebylo zakázáno. Nadále se upustilo i od stuh ve tvaru pětiúhelníku, s výjimkou Medaile 50. výročí vítězství nad hitlerovským fašismem, které byly dříve zavedeny podle sovětského vzoru. Od zrušení starého systému v roce 1991 až do roku 2003 neexistoval žádný oficiální systém státních vyznamenání udílených občanům Bulharska. Dne 29. května 2003 byl zaveden zcela nový systém bulharských státních vyznamenání, který se začal používat od 9. června 2003 a od předchozího systému bylo oficiálně upuštěno.
| Tituly  | Tituly | Tituly                                    | Tituly     | Tituly          | Tituly          | Tituly         |
| Stuha   | Foto   | Název                                     | Třídy      | Datum založení  | Datum zániku    | Celkem uděleno |
| ------- | ------ | ----------------------------------------- | ---------- | --------------- | --------------- | -------------- |
|         |        | Laureát Mezinárodní Botevovy ceny         |            | 1996            |                 | 4              |
| Řády    |        |                                           |            |                 |                 |                |
| Stuha   | Foto   | Název                                     | Třídy      | Datum založení  | Datum zániku    | Celkem uděleno |
|         |        | Řád růže                                  | I. třída   | 4. srpna 1966   | 9. června 2003  |                |
|         |        | Řád růže                                  | II. třída  | 4. srpna 1966   | 9. června 2003  |                |
|         |        | Řád Stará planina                         | velkokříž  | 4. srpna 1966   | 9. června 2003  |                |
|         |        | Řád Stará planina                         | I. třída   | 4. srpna 1966   | 9. června 2003  |                |
|         |        | Řád Stará planina                         | II. třída  | 4. srpna 1966   | 9. června 2003  |                |
|         |        | Řád Madarského jezdce                     | I. třída   | 4. srpna 1966   | 9. června 2003  |                |
|         |        | Řád Madarského jezdce                     | II. třída  | 4. srpna 1966   | 9. června 2003  |                |
|         |        | Řád za věrnou službu pod praporem         | I. třída   | 1994            | 9. června 2003  |                |
|         |        | Řád za věrnou službu pod praporem         | II. třída  | 1994            | 9. června 2003  |                |
|         |        | Řád za věrnou službu pod praporem         | III. třída | 1994            | 9. června 2003  |                |
|         |        | Řád za věrnou službu pod praporem         | IV. třída  | 1994            | 9. června 2003  |                |
| Medaile |        |                                           |            |                 |                 |                |
| Stuha   | Foto   | Název                                     | Třídy      | Datum založení  | Datum zániku    | Celkem uděleno |
|         |        | Medaile 125. výročí bulharské železnice   |            | 1991            |                 |                |
|         |        | Medaile Válečný veterán                   |            | 1995            |                 |                |
|         |        | Medaile 50. výročí vítězství nad Hitlerem |            | 9. května 1995  |                 |                |
|         |        | 75. výročí stavebních jednotek            |            | 14. června 1995 |                 |                |
|         |        | Medaile za zásluhy stavebních jednotek    | I. třída   | 14. června 1995 | 29. května 2003 |                |
|         |        | Medaile za zásluhy stavebních jednotek    | II. třída  | 14. června 1995 | 29. května 2003 |                |

### Od 29. května 2003
Organizace platného bulharského systému státních vyznamenání je zakotvena v ústavě. Řády jsou zakládány usnesením Národního shromáždění a udíleny prezidentem republiky. Nominace na udělení vyznamenání cizincům činí ministr zahraničních věcí Bulharska a schvaluje je vládní kabinet.
| Tituly  | Tituly | Tituly                                              | Tituly     | Tituly          | Tituly       | Tituly         |
| Stuha   | Foto   | Český název                                         | Třídy      | Datum založení  | Datum zániku | Celkem uděleno |
| ------- | ------ | --------------------------------------------------- | ---------- | --------------- | ------------ | -------------- |
|         |        | Laureát Mezinárodní Botevovy ceny                   |            | 1996            |              |                |
| Řády    |        |                                                     |            |                 |              |                |
| Stuha   | Foto   | Název                                               | Třídy      | Datum založení  | Datum zániku | Celkem uděleno |
|         |        | Řád Stará planina                                   | velkokříž  | 29. května 2003 |              |                |
|         |        | Řád Stará planina                                   | I. třída   | 29. května 2003 |              |                |
|         |        | Řád Stará planina                                   | II. třída  | 29. května 2003 |              |                |
|         |        | Řád svatých Cyrila a Metoděje                       | velkokříž  | 29. května 2003 |              |                |
|         |        | Řád svatých Cyrila a Metoděje                       | I. třída   | 29. května 2003 |              |                |
|         |        | Řád svatých Cyrila a Metoděje                       | II. třída  | 29. května 2003 |              |                |
|         |        | Řád Madarského jezdce                               | I. třída   | 29. května 2003 |              |                |
|         |        | Řád Madarského jezdce                               | II. třída  | 29. května 2003 |              |                |
|         |        | Řád za občanské zásluhy                             | I. třída   | 29. května 2003 |              |                |
|         |        | Řád za občanské zásluhy                             | II. třída  | 29. května 2003 |              |                |
|         |        | Řád za vojenské zásluhy                             | I. třída   | 29. května 2003 |              |                |
|         |        | Řád za vojenské zásluhy                             | II. třída  | 29. května 2003 |              |                |
|         |        | Řád za vojenské zásluhy                             | III. třída | 29. května 2003 |              |                |
|         |        | Řád za chrabrost                                    | I. třída   |                 |              |                |
|         |        | Řád za chrabrost                                    | II. třída  |                 |              |                |
|         |        | Řád za chrabrost                                    | III. třída |                 |              |                |
|         |        | Řád cti                                             |            | 29. května 2003 |              |                |
| Medaile |        |                                                     |            |                 |              |                |
| Stuha   | Foto   | Název                                               | Třídy      | Datum založení  | Datum zániku | Celkem uděleno |
|         |        | Medaile 60. výročí vítězství ve druhé světové válce |            | 2005            |              |                |